# 25375 Treenajoi
A 25375 Treenajoi (ideiglenes jelöléssel 1999 TR180) a Naprendszer kisbolygóövében található aszteroida. A LINEAR projekt keretében fedezték fel 1999. október 10-én.